# Pachydissus subauratus
Pachydissus subauratus är en skalbaggsart som först beskrevs av Charles Joseph Gahan 1890.  Pachydissus subauratus ingår i släktet Pachydissus och familjen långhorningar.
Artens utbredningsområde är Niger. Inga underarter finns listade i Catalogue of Life.